# Il Nostro Avvenire
Il Nostro Avvenire fu un giornale partigiano pubblicato dapprima in clandestinità e poi a Trieste, dal 4 maggio all'8 giugno 1945, unico quotidiano di lingua italiana della città durante il breve periodo di amministrazione jugoslava. Rappresentava l'antifascismo e le posizioni di annessione della città e della Venezia Giulia alla Jugoslavia.
Dopo pochi giorni dalla fine delle sue pubblicazioni, il 12 giugno iniziò ad uscire come quotidiano Il Lavoratore, organo del locale Partito comunista. Inizialmente questo quotidiano comunista fu in continuità con le posizioni de Il Nostro Avvenire.